# Ginnastica ai Giochi della XIV Olimpiade
Le competizioni di ginnastica artistica dei Giochi della XIV Olimpiade si sono svolte al Earls Court Exhibition Centre di Londra nei giorni dal 12 al 14 agosto 1948.
Come a Berlino 1936 si sono svolte 8 competizioni maschili e una femminile.

## Podi
| Evento                           | Oro | Perform. | Argento | Perform. | Bronzo | Perform. |
| Gare maschili                    | |          | |          | |          |
| Concorso a squadre (dettagli)    | Finlandia Veikko Huhtanen Paavo Aaltonen Kalevi Laitinen Olavi Rove Einari Teräsvirta Heikki Savolainen Aleksanteri Saarvala Sulo Salmi         | 1358,30  | Svizzera Walter Lehmann Josef Stalder Christian Kipfer Emil Studer Robert Lucy Michael Reusch Melchior Thalmann Karl Frei                                       | 1356,70  | Ungheria Lajos Tóth Lajos Sántha László Baranyai Ferenc Pataki János Mogyorósi-Klencs Ferenc Várkői József Fekete Győző Mogyorossy             | 1330,85  |
| Concorso individuale (dettagli)  | Veikko Huhtanen | 229,70   | Walter Lehmann | 229,00   | Paavo Aaltonen | 228,80   |
| Corpo libero (dettagli)          | Ferenc Pataki | 38,70    | János Mogyorósi-Klencs | 38,40    | Zdeněk Růžička | 38,10    |
| Volteggio (dettagli)             | Paavo Aaltonen | 39,10    | Olavi Rove | 39,00    | Leo Sotorník Ferenc Pataki János Mogyorósi-Klencs                                                                                              | 38,50    |
| Parallele simmetriche (dettagli) | Michael Reusch | 39,50    | Veikko Huhtanen | 39,30    | Christian Kipfer Josef Stalder | 39,10    |
| Sbarra (dettagli)                | Josef Stalder | 39,70    | Walter Lehmann | 39,40    | Veikko Huhtanen | 39,20    |
| Anelli (dettagli)                | Karl Frei | 39,60    | Michael Reusch | 39,10    | Zdeněk Růžička | 38,50    |
| Cavallo con maniglie (dettagli)  | Heikki Savolainen Veikko Huhtanen Paavo Aaltonen                                                                                                | 38,70    | - |          | - |          |
| Gare femminili                   | |          | |          | |          |
| Concorso a squadre (dettagli)    | Cecoslovacchia Zdeňka Honsová Miloslava Misáková Věra Růžičková Božena Srncová Milena Müllerová Zdena Veřmiřovská Olga Šilhánová Marie Kovářová | 445,45   | Ungheria Edit Weckinger-Perényi Mária Kövi-Zalai Irén Karcsis-Daruházi Erzsébet Gulyás-Köteles Erzsébet Balázs Olga Tass-Lemhényi Anna Fehér Margit Nagy-Sándor | 440,65   | Stati Uniti Helen Schifano Clara Schroth-Lomady Meta Elste Marian Barone Ladislava Bakanic Consetta Caruccio-Lenz Anita Simonis Dorothy Dalton | 422,60   |

## Medagliere
| Posizione | Paese          |    |   |    | Totale |
| --------- | -------------- | -- | - | -- | ------ |
| 1         | Finlandia      | 6  | 2 | 2  | 10     |
| 2         | Svizzera       | 3  | 4 | 2  | 9      |
| 3         | Ungheria       | 1  | 2 | 3  | 6      |
| 4         | Cecoslovacchia | 1  | 0 | 3  | 4      |
| 5         | Stati Uniti    | 0  | 0 | 1  | 1      |
| Totale    | Totale         | 11 | 8 | 11 | 30     |